# Golfclub Zeegersloot

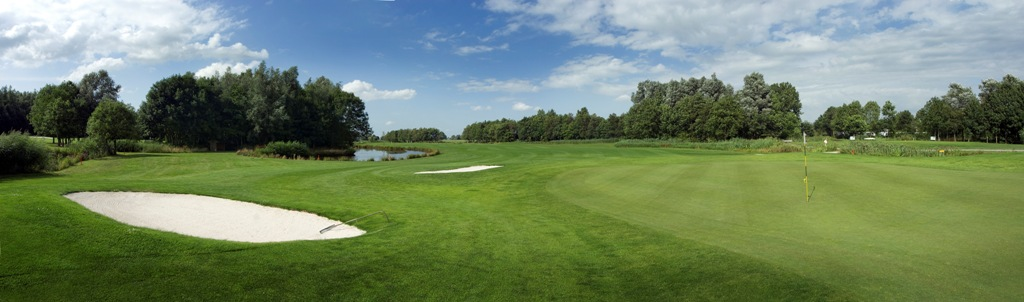
De Griendbaan, een polderlandschap

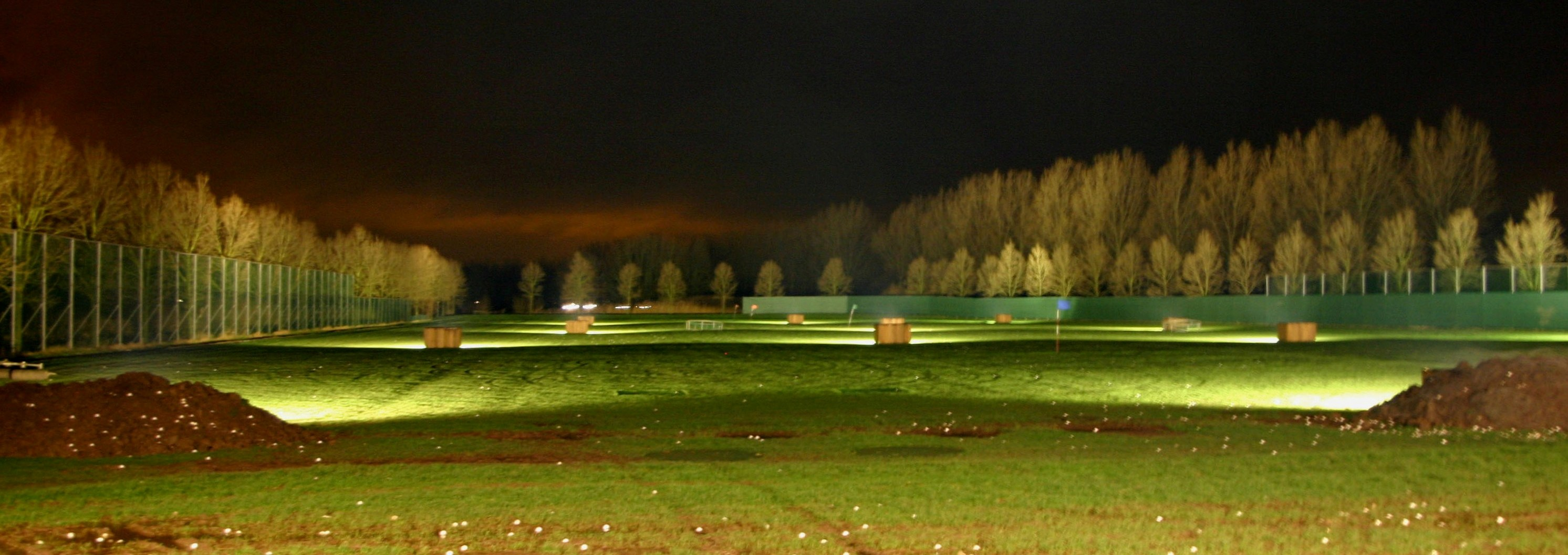
Verlichte drivingrange

Golfclub Zeegersloot is een Nederlandse golfclub in Alphen aan den Rijn. De accommodatie van deze club ligt in het vlakke West-Nederlandse polderlandschap.

## Golfbaan
De eerste plannen voor een golfbaan in Alphen aan den Rijn ontstonden in het najaar van 1983. Op 17 januari 1984 werd de Openbare Golfclub Zeegersloot opgericht. In september 1984 was een provisorische 9 holesbaan (de huidige Parkbaan) bespeelbaar. In december 1985 werd begonnen met de aanleg van de tweede 9-holes (de huidige Heuvelbaan), gelegen in de Coupépolder, een voormalige vuilstortplaats. De officiële opening vond plaats in september 1986. De derde 9-holes (bekend als de Griendbaan) werden in april 1990 in gebruik genomen. Hiermee ontstond een volwaardige 18-holes wedstrijdbaan (Griendbaan en Heuvelbaan), aangevuld met een par-3 baan (de huidige Parkbaan) wat voor de Nederlandse Golf Federatie (NGF) aanleiding was om op 1 juli 1992, 8 jaar na de oprichting, aan Golfclub Zeegersloot de A-status te verlenen. In 2009 werd het 25-jarig bestaan gevierd.
Bij het clubhuis ligt een oefencentrum met meerdere chipping- en puttinggreens, oefenbunkers en een drivingrange waarvoor in 2007 een nieuw gebouw gereed kwam. Verder zijn er faciliteiten voor het NGF-topgolfprogramma aanwezig.